# 行星遷移
行星遷移（英語：Planetary migration）是行星或者其他恆星旁的天體和恆星周圍的盤內的氣體或者微行星交互作用時發生的現象；該現象會改變行星等天體的軌道半長軸等軌道參數。現在廣被接受的行星形成理論內容指出，原行星盤內行星不會在相當接近恆星的區域形成，因為太過靠近恆星的區域內的天體質量不足以形成行星，並且溫度過高無法讓主要含岩石或冰的微行星存在。恆星旁氣體盤還存在時，質量與地球相當行星可能會向內快速靠近恆星；這也可能會影響巨大行星（質量高於10倍地球質量）的核心形成，如果它們的形成是經由核心吸積機制的話。行星遷移是太陽系外行星中巨大質量且公轉週期極短的熱木星形成最可能的解釋。

## 行星盤形式

### 氣體盤
根據觀測結果，年輕恆星旁的氣體原行星盤壽命約數百萬年。如果行星的質量與地球相當，並且與氣體盤共存，行星就可能會轉移角動量到周圍氣體，並且使行星逐漸向內側螺旋移動。

### 微行星盤
在行星系統形成的晚期階段，巨大的原行星和微行星之間的混沌重力交互作用會使許多微行星被拋入新軌道。這樣的過程會使行星和微行星之間發生角動量交換而產生軌道遷移（向內或向外）。海王星向外遷移被認為是冥王星和其他冥族小天體被海王星共振捕獲，造成軌道週期3:2共振原因。

## 遷移形式

### I 型遷移
氣體或微行星盤內，質量與地球相當的行星會在周圍區域產生螺旋狀密度波，在螺旋密度波內側和行星軌道外側會因為密度差異發生不平衡現象。在大多數狀態下，較外圍的波會對行星施加比內側波更大的力矩，這會使行星失去軌道角動量，並且使行星在行星盤存在的數百萬年時間內向外遷移。

### II 型遷移
超過10倍地球質量的行星會清除盤內特定區域小天體，形成縫隙，使 I 型遷移終止。然而，在較大的吸積盤中仍會有物質持續進入縫隙，讓行星和其造成的縫隙在吸積盤存在期間向內移動。這是部分「熱木星」形成假設。

### 重力散射
另一個讓恆星軌道半徑大幅度改變的可能機制是巨行星的重力散射。在太陽系中，天王星和海王星可能因為和木星或土星近距離接觸而被重力散射改變軌道。在太陽系早期形成階段中，寡頭成長的微行星體積遠小於天王星和海王星，因此可能會被重力散射到柯伊伯帶和奧爾特雲之間的遙遠空間中。小行星90377可能就是第一個為人所知的「寡頭行星」，而更小的天體可能會被散射更遠而形成奧爾特雲。

## 在太陽系中

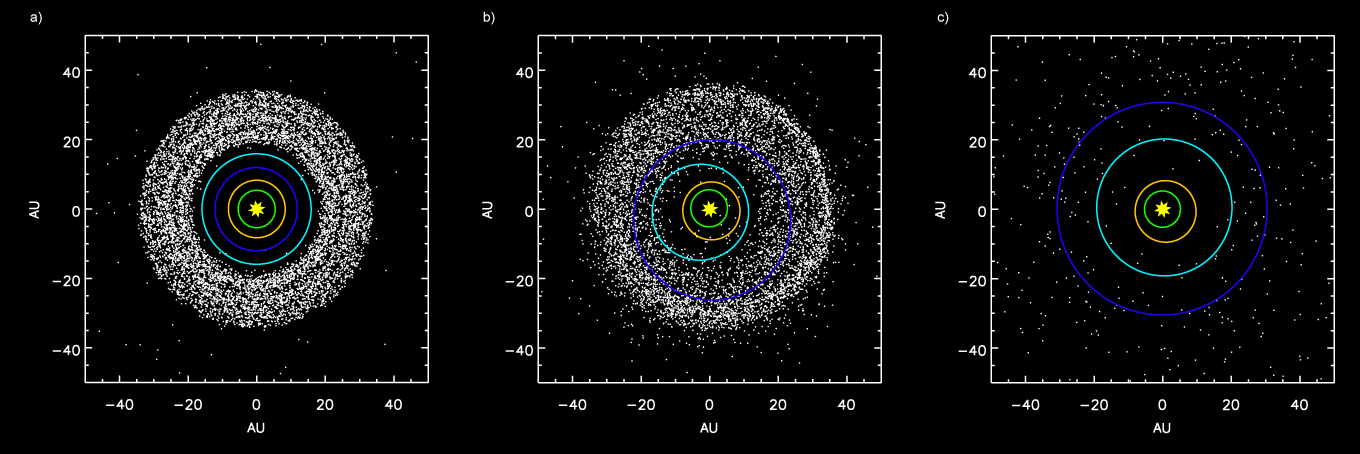
本模擬顯示了外行星和柯伊伯带的演化狀況：a) 木星和土星軌道週期在1:2共振之前狀況。b) 海王星（深藍色）軌道移動柯伊伯帶天體散射入內太陽系。c)木星將微行星大量彈射後狀況。

根據今日太陽系最外圍區域天體分布情況，天文學家指出外行星的遷移是必然發生的。太陽系在在海王星之外接續著柯伊伯帶、離散盤和奧爾特雲，而這三個冰小天體稀疏分佈的區域被認為是大多數被觀測到彗星的來源。在距離太陽如此遙遠的區域吸積速度太過緩慢，無法在太陽星雲消散前形成行星，並且這個距離的區域質量密度過低而不足以形成行星。柯伊伯帶的範圍是距離太陽30到55天文單位處，更遠的離散盤距離太陽可超過100天文單位，最遠的奧爾特雲內側界線大約是5萬天文單位。
然而，柯伊伯帶最初的密度比現在更高，並且更靠近太陽。原始柯伊伯帶內有數百萬以上的微行星，並且外緣是在相當於今日海王星軌道處的約30天文單位。
在太陽系形成以後，所有巨行星因為和大量當時仍存在的微行星交互作用，使其軌道仍舊緩慢變化。在太陽系成形5到6億年後（約40億年前），木星和土星的軌道共振是1:2，即木星環繞太陽一次，土星即環繞二次。這樣的共振產生了對更外側行星的重力推力，使海王星和太陽的距離超過了天王星，並進入了高密度的微行星帶。當巨行星向外移動時就會將微行星向太陽系內部散射。被散射的微行星碰到下一顆向外移動的巨行星也會被散射到太陽系內側。這些過程會持續進行直到這些微行星和木星交互作用為止，因為木星巨大的重力會使這些小天體進入高離心率的軌道，甚至被拋出太陽系，這也會使木星向太陽系內側稍微移動。而這些散射的假設可以解釋海王星外天體今日稀疏分佈的原因。
太陽系中最外側的兩顆行星天王星和海王星一般相信是從原本接近木星和土星的形成位置向外移動，並到達今日的位置，而這樣的過程持續超過1億年。最後，天王星和海王星與微行星盤內小天體的動力摩擦使兩者軌道再次接近圓形。
相較於外行星，一般認為內行星在太陽系形成至今並未有明顯的遷移。並且內行星的軌道在大規模撞擊時期之後保持穩定至今。